# Skigebiet Ratschings-Jaufen
Das Skigebiet Ratschings-Jaufen (italienisch Area sciistica Racines-Giovo) ist ein Skigebiet im Südtiroler Ratschingstal in Italien.

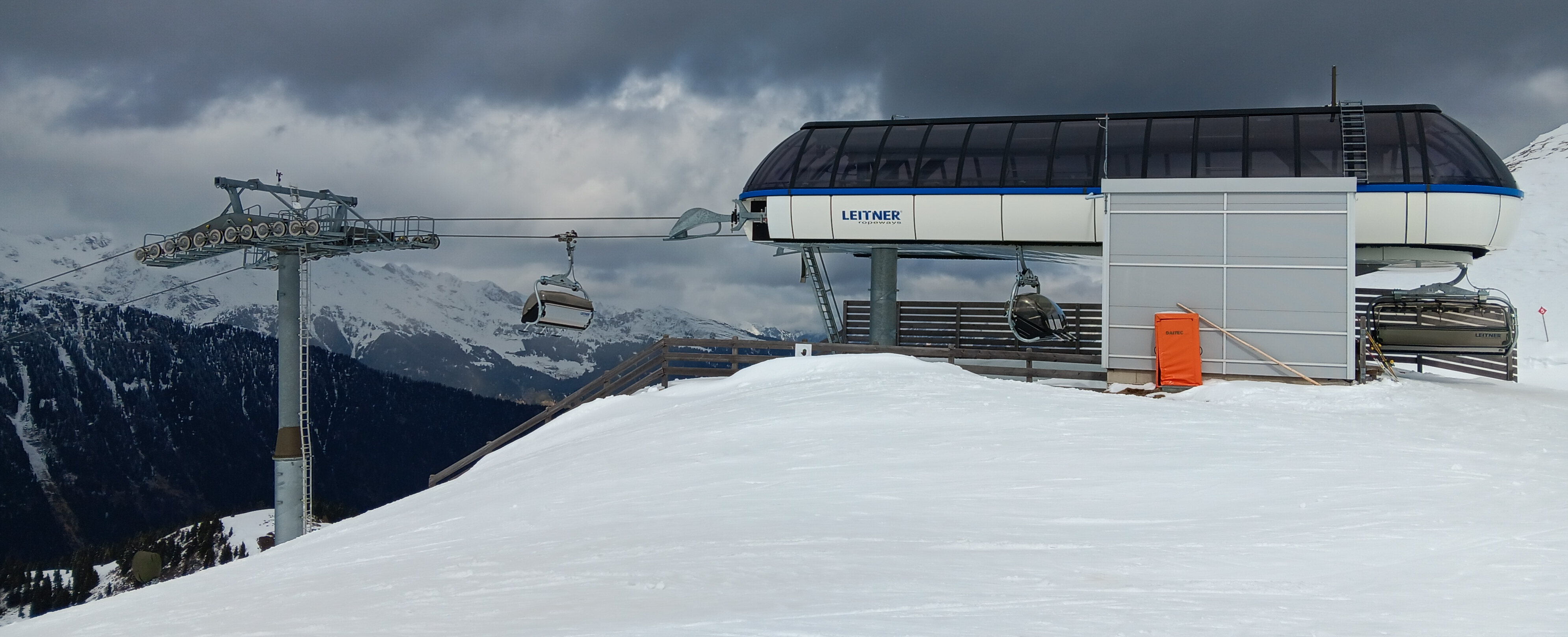
Bergstation des Sesselliftes Rinneralm

## Lage

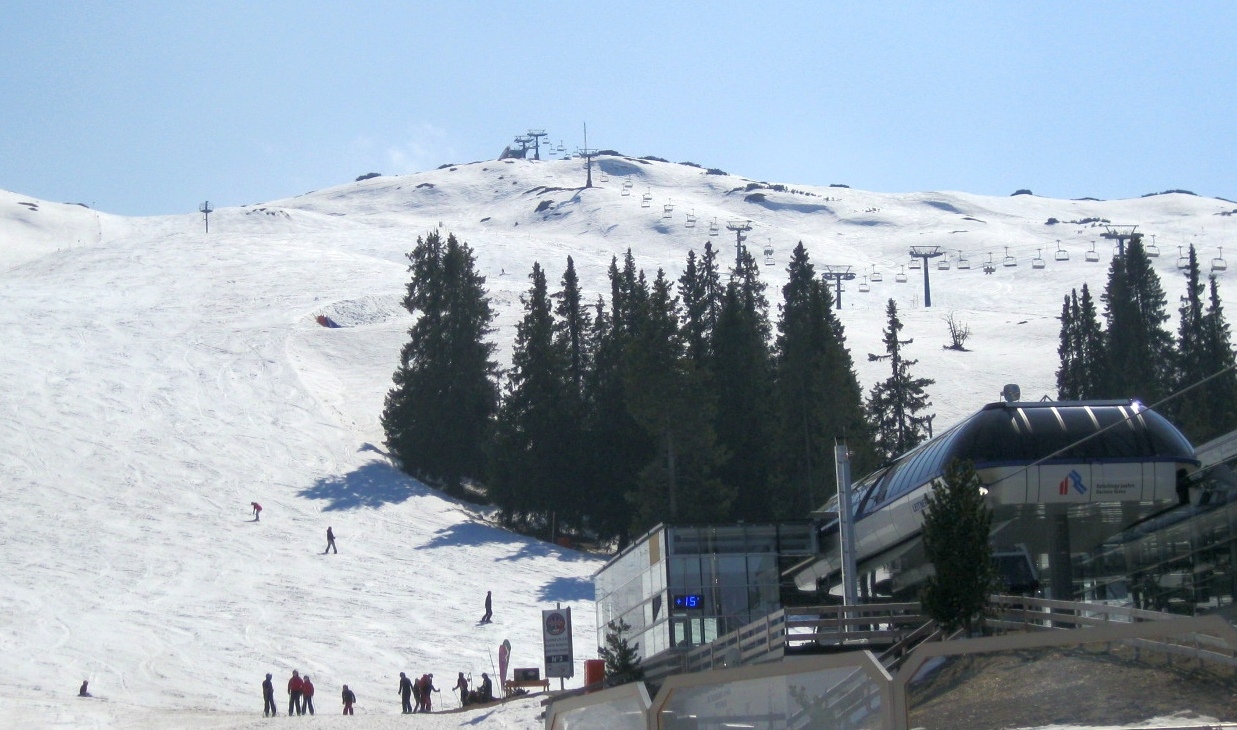
Auf mittlerer Höhe, im Bereich der Rinneralm

Das Skigebiet befindet sich im äußersten Südosten der Stubaier Alpen, etwa elf Kilometer südwestlich von Sterzing. Unmittelbar südöstlich angrenzend liegen die Sarntaler Alpen. Der Talort der Liftanlagen ist Bichl, ein Ortsteil der zur Gemeinde Ratschings gehörenden Fraktion Innerratschings. Am Ostrand des Skigebietes befindet sich der Jaufenpass, über den ebenfalls der Einstieg in das Skigebiet in etwa (2020 m s.l.m.) möglich ist. Die größte Höhe des Skigebietes wird an der Bergstation des Saxner-Liftes mit etwa (2220 m s.l.m.) erreicht. Der am niedrigsten gelegene Punkt im Skigebiet ist die Talstation der Einseilumlauf-Gondelbahn Ratschings-Jaufen mit (1290 m s.l.m.).

## Geschichte

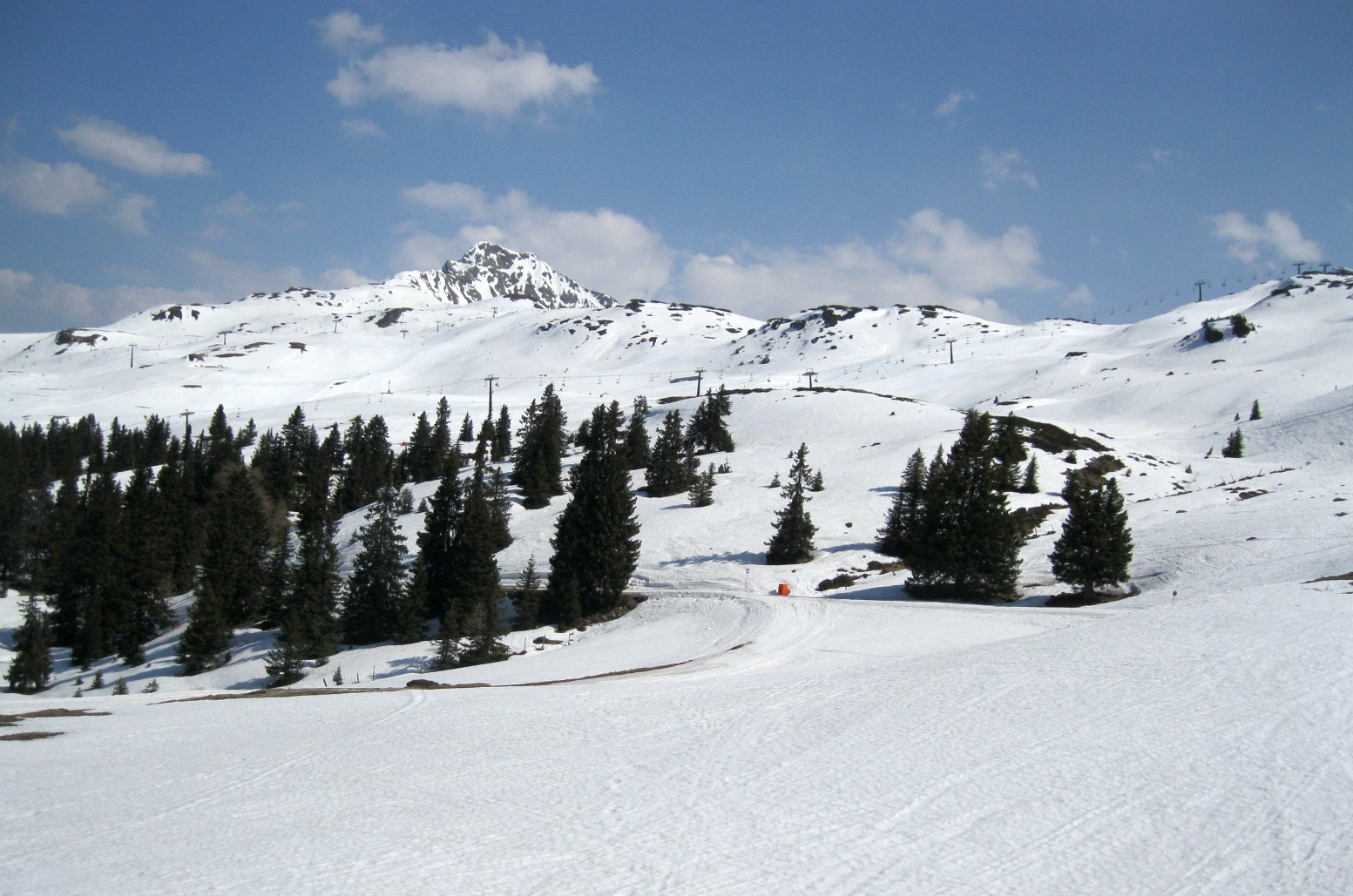
Zentraler Bereich des Skigebietes, zwischen Wasserfalleralm und Rinneralm

Die Eröffnung des Skigebietes fand im Jahre 1973 statt. Seitdem wurde das Gebiet schrittweise ausgebaut und ständig modernisiert. Der Betreiber des profitablen Skigebietes ist die Ratschings-Jaufen GmbH. Der 1993 errichtete und in das Skigebiet integrierte Sessellift Kalcheralm wird von einer eigenen Gesellschaft, der Kalcheralmlift GmbH, betrieben.

## Infrastruktur
Im Skigebiet befinden sich acht Aufstiegsanlagen. Der wichtigste Zugang zu den Pisten erfolgt über eine Einseilumlauf-Gondelbahn ab Innerratschings. Des Weiteren befinden sich im Skigebiet fünf kuppelbare Sessellifte sowie ein fix geklemmter. Im Tal, in unmittelbarer Nähe zu dem zentralen Parkplatz, ist eine kurze Übungspiste mit einem Schlepplift. Die Gesamtlänge aller Pisten beträgt 25 km.